# Wzgórza Lanckorońskie

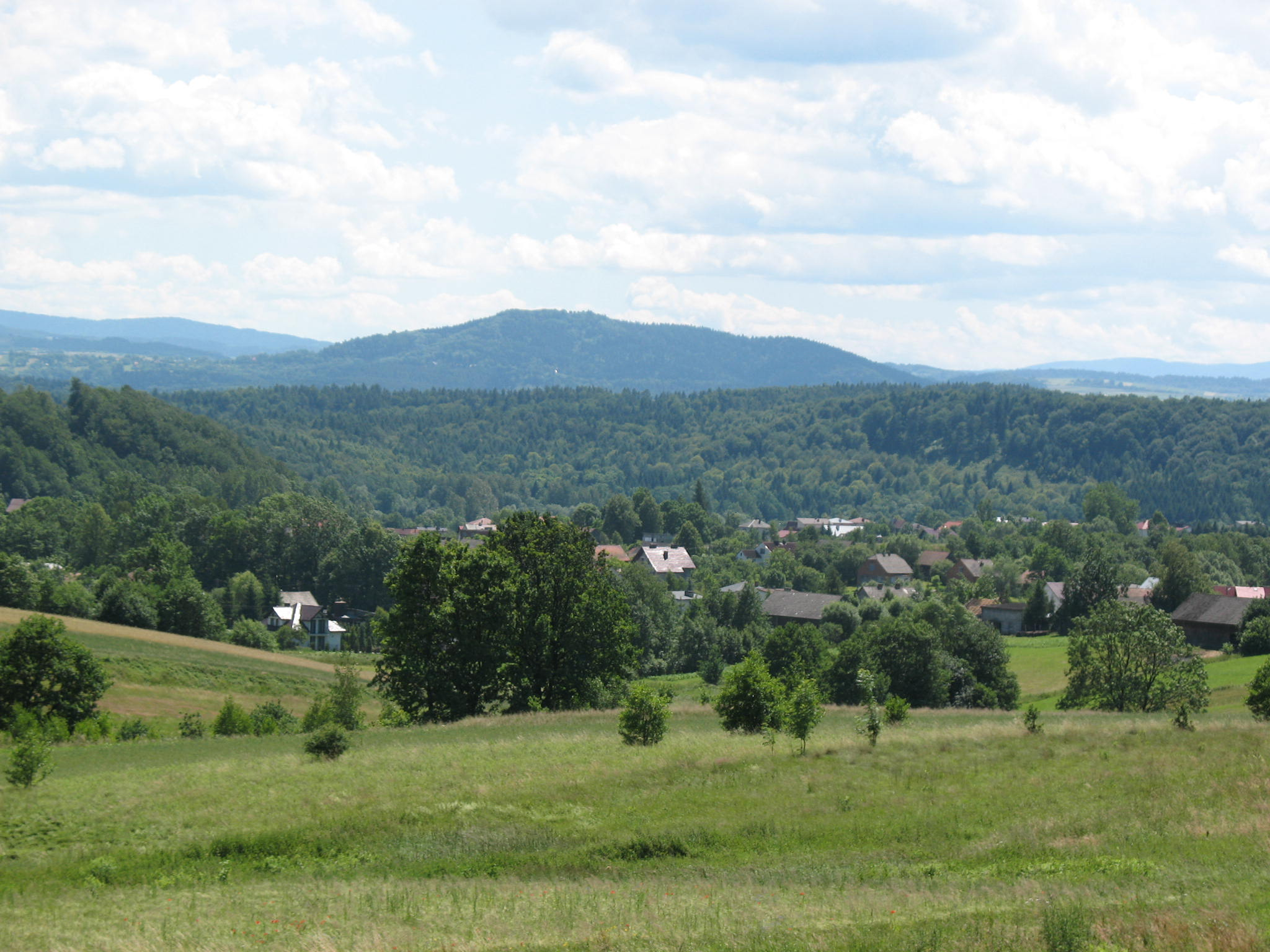
Lanckorońska Góra, widok z Przytkowic

Wzgórza Lanckorońskie – grupa wzgórz w okolicy miejscowości Lanckorona w województwie małopolskim. Położone są na północ od Pasma Chełmu i ciągną się od doliny Skawy na zachodzie pod dolinę Harbutówki na wschodzie. Zgodnie regionalizacją fizycznogeograficzną Polski według Jerzego Kondrackiego należą do Pogórza Wielickiego.
Większe z tych wzgórz to: Strońska Góra (508 m), Kamionka (512 m), Żar (527 m), Lanckorońska Góra (545 m), Capia Góra (372 m), Łysa Góra (372 m), Keczka (413 m), Granicznik (437 m), Wielka (348 m).